# Comuna Karîșkiv, Bar
Karîșkiv (în ucraineană Каришків) este o comună în raionul Bar, regiunea Vinnița, Ucraina, formată din satele Cervone și Karîșkiv (reședința).

## Demografie
Componența lingvistică a satului Karîșkiv
     Ucraineană (99,06%)
     Alte limbi (0,94%)
Conform recensământului din 2001, majoritatea populației satului Karîșkiv era vorbitoare de ucraineană (99,06%), existând în minoritate și vorbitori de alte limbi.